# Laura Paris (gymnastique)
Pour les articles homonymes, voir Paris (homonymie).
Laura Paris, née le 21 juin 1992, est une trampoliniste française.

## Carrière
Laura Paris est sacrée championne de France de trampoline en individuel en 2016.
Aux Championnats du monde de trampoline 2023 à Birmingham, elle remporte la médaille d'argent en trampoline par équipes avec Léa Labrousse, Cléa Brousse et Anaïs Brèche.
Aux Championnats d'Europe de trampoline 2024 à Guimarães, elle remporte la médaille d'or en trampoline par équipes avec Cléa Brousse et Léa Labrousse ; il s'agit de la première médaille d'or en trampoline par équipe féminine pour la France.